# The Disappearance of Nagato Yuki-chan
The Disappearance of Nagato Yuki-chan (яп. 長門有希ちゃんの消失 нагато юки-тян но сё:сицу, «Исчезновение Юки Нагато-тян») — манга и снятый по ней одноимённый аниме-сериал. Спин-офф к серии ранобэ о Харухи Судзумии.

## Персонажи
- Юки Нагато.
- Кён.
- Рёко Асакура.

## Манга
Манга Nagato Yuki-chan no Shoushitsu (яп. 長門有希ちゃんの消失 нагато юки-тян но сё:сицу) публиковалась в журнале Young Ace издательства Kadokawa Shoten с 2009 года по 4 августа 2016-го. Автором выступил мангака с псевдонимом Пуё (яп. ぷよ), который также работал над ёнкомой по франшизе о Харухи — The Melancholy of Haruhi-chan Suzumiya. Публикация манги совпала с первым выпуском журнала. В 2012 году её первый том был выпущен на английском языке как The Disappearance of Nagato Yuki-chan американским издательством Yen Press.
| №  | Дата публикации | ISBN               |
| -- | --------------- | ------------------ |
| 01 | 2 февраля 2010  | ISBN 9784047154056 |
| 02 | 24 ноября 2010  | ISBN 9784047155626 |
| 03 | 1 сентября 2011 | ISBN 9784047157736 |
| 04 | 27 апреля 2012  | ISBN 9784041202173 |
| 05 | 21 ноября 2012  | ISBN 9784041204986 |
| 06 | 26 декабря 2013 | ISBN 9784041209608 |
| 07 | 4 сентября 2014 | ISBN 9784041017548 |
| 08 | 26 марта 2015   | ISBN 9784041017555 |
| 09 | 4 ноября 2015   | ISBN 9784041028810 |
| 10 | 4 февраля 2017  | ISBN 9784041050446 |

## Аниме
О ведущейся работе над аниме-адаптацией манги впервые было объявлено 18 декабря 2013 года. На официальном сайте, посвящённом франшизе о Харухи Судзумии, Haruhi.tv, вместо главной страницы появилось сообщение об ошибке, под которым белым текстом на белом фоне была спрятана ссылка на сайт Docomo Anime Store. При переходе по этой ссылке с Android-устройств, работающих в мобильной сети NTT docomo, появлялось сообщение о начавшейся работе над аниме. Первый анонс о годе выхода сериала был размещён в октябрьском выпуске журнала Young Ace. В марте 2015-го вышел рекламный ТВ-ролик с датой премьеры аниме.
Аниме транслировалось с 4 апреля 2015 года каждую субботу в 01:40 по японскому стандартному времени на канале Tokyo MX. Персонажей озвучили те же сэйю, что и в аниме «Меланхолия Харухи Судзумии». Режиссёром сериала выступил Дзюнъити Вада (яп. 和田 純一), дизайнером персонажей — Икуко Ито, композитором — Тацуя Като. Студия производства — Satelight.
Заглавную песню «Fure Fure Mirai» (яп. フレ降レミライ) исполнили Минори Тихара, Нацуко Куватани, Юко Гото, Юки Мацуока и Ая Хирано под коллективным псевдонимом «Kita-Ko Bungei-bu Joshi-kai» (яп. 北高文芸部女子会 Кита ко: бунгэй-бу дзёси-кай, «Девушки литературного кружка Севершной старшей»). Песня вышла отдельным синглом 29 апреля 2015 года.
| №   | Название                                                                                           | Дата премьеры   |
| --- | -------------------------------------------------------------------------------------------------- | --------------- |
| 01  | «Важное место» «Тайсэцу на басё» (大切な場所)                                                      | 3 апреля 2015   |
| 02  | «Радость всему миру» «Моробито кодзоритэ» (もろびとこぞりて)                                       | 10 апреля 2015  |
| 03  | «Харухи Судзумия!» «Судзумия Харухи!!» (涼宮ハルヒ!!)                                              | 17 апреля 2015  |
| 04  | «Будь моим валентином» (Be My Valentine)                                                           | 24 апреля 2015  |
| 05  | «Её меланхолия» «Канодзё но ю:уцу» (彼女の憂鬱)                                                    | 1 мая 2015      |
| 06  | «За обедом» (Over the Obento)                                                                      | 8 мая 2015      |
| 07  | «Желание» «Нэгаигото» (ねがいごと)                                                                 | 15 мая 2015     |
| 08  | «Сценарий Харухи Судзумии» «Судзумия Харухи но хакаригото» (涼宮ハルヒの謀)                        | 22 мая 2015     |
| 09  | «Дай мне руку…» «Соно тэ о…» (その手を…)                                                           | 29 мая 2015     |
| 10  | «Однажды под дождём» «Самудэй ин дза рэйн» (サムデイ イン ザ レイン)                               | 5 июня 2015     |
| 11  | «Исчезновение Юки Нагато-тян, часть I» «Нагато Юки-тян но сё:сицу I» (長門有希ちゃんの消失I)       | 12 июня 2015    |
| 12  | «Исчезновение Юки Нагато-тян, часть II» «Нагато Юки-тян но сё:сицу II» (長門有希ちゃんの消失II)    | 19 июня 2015    |
| 13  | «Исчезновение Юки Нагато-тян, часть III» «Нагато Юки-тян но сё:сицу III» (長門有希ちゃんの消失III) | 26 июня 2015    |
| 14  | «Её замешательство» «Канодзё но томадой» (彼女の戸惑い)                                            | 3 июля 2015     |
| 15  | «Его колебание» «Карэ но маёй» (彼の迷い)                                                          | 10 июля 2015    |
| 16  | «Фейерверки» «Ханаби» (花火)                                                                       | 17 июля 2015    |
| OVA | «Исчезновение Юки Нагато: Бесконечные летние каникулы» «Оварэнай нацуясуми» (終われない夏休み)     | 26 октября 2015 |

### Комментарии
1. ↑  Название в официальной английской локализации от издательства Yen Press[1].